# Inline-Speedskating-Europameisterschaften 2000
Die Europameisterschaften wurden im italienischen Latina ausgetragen. Die Wettkämpfe fanden vom 1. bis 9. Juli 2000 statt.

## Frauen
| Distanz                | Gold                                                             | Silber                                                      | Bronze                                            |
| Bahn                   | Bahn                                                             | Bahn                                                        | Bahn                                              |
| ---------------------- | ---------------------------------------------------------------- | ----------------------------------------------------------- | ------------------------------------------------- |
| 300 m Einzelsprint     | Valentina Belloni                                                | Estelle Flourens                                            | Eva Lizarraga                                     |
| 500 m Sprint           | Valentina Belloni                                                | Cinzia Ponzetti                                             | Estelle Flourens                                  |
| 1500 m Sprint          | Angèle Vaudan                                                    | Alessandra Susmeli                                          | Adelia Marra                                      |
| 3000 m Massenstart     | Adelia Marra                                                     | Sheila Herrero                                              | Elena Ciavattini                                  |
| 5000 m Punkte          | Sheila Herrero                                                   | Marion Grotto                                               | Caroline Lagrée                                   |
| 10000 m Ausscheidung   | Sheila Herrero                                                   | Adelia Marra                                                | Caroline Lagrée                                   |
| 1500 m Teamverfolgung  | Italien Alessandra Susmeli Alessia Tagliapietra Elena Ciavattini | Frankreich Ludivine Guerin Marion Grotto Caroline Lagrée    | Spanien Sheila Herrero Saray Malon Eva Lizarraga  |
| 5000 m Staffel         | Italien Alessandra Susmeli Alessia Tagliapietra Adelia Marra     | Frankreich Angèle Vaudan Marion Grotto Estelle Flourens     | Spanien Araceli Larrea Edurne Elcano Sandra Gómez |
| Straße                 |                                                                  |                                                             |                                                   |
| 300 m Einzelsprint     | Valentina Belloni                                                | Oona Diezel                                                 | Eva Lizarraga                                     |
| 500 m Sprint           | Valentina Belloni                                                | Eva Lizarraga                                               | Maria Laura Orru                                  |
| 1500 m Sprint          | Alessandra Susmeli                                               | Sofie Eyckerman                                             | Emilie Charles                                    |
| 3000 m Massenstart     | Sheila Herrero                                                   | Hilde Goovaerts                                             | Adelia Marra                                      |
| 5000 m Punkte          | Sheila Herrero                                                   | Anja Decoster                                               | Sofie Eyckerman                                   |
| 10000 m Ausscheidung   | Marion Grotto                                                    | Sheila Herrero                                              | Elena Ciavattini                                  |
| 5000 m Staffel         | Italien Alessandra Susmeli Elena Ciavattini Adelia Marra         | Frankreich Caroline Lagrée Ludivine Guerin Estelle Flourens | Spanien Araceli Larrea Sheila Herrero Saray Malon |
| Langstrecke            |                                                                  |                                                             |                                                   |
| 21097,5 m Halbmarathon | Sheila Herrero                                                   | Adelia Marra                                                | Laura Lombardo                                    |

## Männer
| Distanz               | Gold                                                        | Silber                                                                 | Bronze                                                              |
| Bahn                  | Bahn                                                        | Bahn                                                                   | Bahn                                                                |
| --------------------- | ----------------------------------------------------------- | ---------------------------------------------------------------------- | ------------------------------------------------------------------- |
| 300 m Einzelsprint    | Gregorio Duggento                                           | Alessandro Cantarella                                                  | Pascal Briand                                                       |
| 500 m Sprint          | Alessio Gaggioli                                            | Pascal Briand                                                          | Luca Presti                                                         |
| 1500 m Sprint         | Luca Presti                                                 | Pascal Briand                                                          | Garikoitz Lerga                                                     |
| 5000 m Massenstart    | Luca Presti                                                 | Pascal Briand                                                          | Massimiliano Presti                                                 |
| 10000 m Punkte        | Massimiliano Presti                                         | Arnaud Gicquel                                                         | Luca Presti                                                         |
| 20000 m Ausscheidung  | Massimiliano Presti                                         | Arnaud Gicquel                                                         | Francesco Zangarini                                                 |
| 1500 m Teamverfolgung | Frankreich Pascal Briand Arnaud Gicquel Franck Cardin       | Spanien Ramses Reina Garikoitz Lerga Mikel Alzueta                     | Deutschland Christoph Zschätzsch Benjamin Zschätzsch Nico Wieduwilt |
| 10000 m Staffel       | Italien Luca Presti Massimiliano Presti Francesco Zangarini | Deutschland Christoph Zschätzsch Benjamin Zschätzsch Daniel Zschätzsch | Spanien Daniel Muro Garikoitz Lerga Mikel Alzueta                   |
| Straße                |                                                             |                                                                        |                                                                     |
| 300 m Einzelsprint    | Gregorio Duggento                                           | Pascal Briand                                                          | Alessandro Cantarella                                               |
| 500 m Sprint          | Alessandro Cantarella                                       | Francois Huguen                                                        | Gregorio Duggento                                                   |
| 1500 m Sprint         | Pascal Briand                                               | Arnaud Gicquel                                                         | Luca Presti                                                         |
| 5000 m Massenstart    | Francesco Zangarini                                         | Luca Presti                                                            | Benjamin Zschätzsch                                                 |
| 10000 m Punkte        | Pierdavide Romani                                           | Luca Presti                                                            | Massimiliano Presti                                                 |
| 20000 m Ausscheidung  | Massimiliano Presti                                         | Luca Presti                                                            | Franck Cardin                                                       |
| 10000 m Staffel       | Italien Luca Presti Francesco Zangarini Pierdavide Romani   | Deutschland Christoph Zschätzsch Benjamin Zschätzsch Nico Wieduwilt    | Frankreich Arnaud Gicquel Pascal Briand Fabien Rabeau               |
| Langstrecke           |                                                             |                                                                        |                                                                     |
| 42195 m Marathon      | Arnaud Gicquel                                              | Franck Cardin                                                          | Pierdavide Romani                                                   |